# Asseco Prokom Gdynia 2012-2013
Questa voce raccoglie le informazioni riguardanti l'Asseco Prokom Gdynia nelle competizioni ufficiali della stagione 2012-2013.

## Stagione
La stagione 2012-2013 dell'Asseco Prokom Gdynia è la 16ª nel massimo campionato polacco di pallacanestro, la Polska Liga Koszykówki.

## Roster
Aggiornato al 22 marzo 2022.
| Asseco Prokom Gdynia 2012-13 | Asseco Prokom Gdynia 2012-13 |
| Giocatori                    | Staff tecnico                |
| ---------------------------- | ---------------------------- |

| N. | Naz.                                     | Ruolo | Nome                | Anno | Alt.   | Peso   |  |
| -- | ---------------------------------------- | ----- | ------------------- | ---- | ------ | ------ |  |
| 4  | Stati Uniti (bandiera)                   | AG    | Drew Viney          | 1988 | 203 cm | 95 kg  |  |
| 5  | Stati Uniti (bandiera)                   | G     | Frank Robinson      | 1984 | 193 cm | 91 kg  |  |
| 6  | Polonia (bandiera)                       | G     | Piotr Pamuła        | 1990 | 194 cm | 91 kg  |  |
| 7  | Polonia (bandiera)                       | P     | Tomasz Śnieg        | 1989 | 190 cm | 80 kg  |  |
| 8  | Polonia (bandiera)                       | AG    | Robert Witka        | 1981 | 205 cm | 105 kg |  |
| 9  | Polonia (bandiera)                       | A     | Krzysztof Roszyk    | 1978 | 198 cm |        |  |
| 10 | Stati Uniti (bandiera)                   | P     | Jerel Blassingame   | 1981 | 178 cm | 77 kg  |  |
| 10 | Polonia (bandiera)                       | P     | Jakub Bogusz        | 1987 | 184 cm |        |  |
| 11 | Australia (bandiera)                     | AC    | Julian Khazzouh     | 1986 | 209 cm | 109 kg |  |
| 11 | Stati Uniti (bandiera)                   | G     | Alex Acker          | 1983 | 196 cm | 84 kg  |  |
| 11 | Polonia (bandiera)                       | PG    | Mateusz Nitsche     | 1986 | 191 cm |        |  |
| 12 | Slovenia (bandiera) · Austria (bandiera) | C     | Rašid Mahalbašić    | 1990 | 210 cm | 101 kg |  |
| 14 | Polonia (bandiera)                       | AP    | Mateusz Ponitka     | 1993 | 196 cm | 92 kg  |  |
| 15 | Polonia (bandiera)                       | P     | Łukasz Koszarek     | 1984 | 187 cm | 88 kg  |  |
| 17 | Polonia (bandiera)                       | G     | Przemysław Zamojski | 1986 | 193 cm | 93 kg  |  |
| 20 | Polonia (bandiera)                       | AG    | Piotr Szczotka (C)  | 1981 | 200 cm | 101 kg |  |
| 25 | Regno Unito (bandiera)                   | C     | Ryan Richards       | 1991 | 211 cm | 120 kg |  |
| 34 | Polonia (bandiera)                       | C     | Adam Hrycaniuk      | 1984 | 206 cm | 103 kg |  |

| Allenatore                                                                                                   |
| - Kęstutis Kemzūra (fino al 10 dicembre) - Andrzej Adamek (dal 12 dicembre)                                  |
| Assistente/i                                                                                                 |
| - Andrzej Adamek (fino al 10 dicembre) - Roman Tymański Legenda - (C) Capitano - (IN) Inattivo - Infortunato |

## Mercato

### Sessione estiva
| Acquisti | Acquisti         | Acquisti          | Acquisti   | Acquisti |
| R.a      | Nome             | da                | Modalità   |          |
| -------- | ---------------- | ----------------- | ---------- | -------- |
| G        | Frank Robinson   | Habik'a           | definitivo |          |
| C        | Rašid Mahalbašić | Zlatorog Laško    | definitivo |          |
| AG       | Drew Viney       | Loyola M. Lions   | definitivo |          |
| A        | Krzysztof Roszyk | Czarni Słupsk     | definitivo |          |
| P        | Łukasz Koszarek  | Gdynia            | definitivo |          |
| G        | Piotr Pamuła     | AZS Koszalin      | definitivo |          |
| AC       | Julian Khazzouh  | Sydney Kings      | definitivo |          |
| P        | Tomasz Śnieg     | Starogard Gdański | definitivo |          |

| Cessioni | Cessioni                 | Cessioni             | Cessioni       | Cessioni |
| R.       | Nome                     | a                    | Modalità       |          |
| -------- | ------------------------ | -------------------- | -------------- | -------- |
| A        | Przemysław Frasunkiewicz | Włocławek            | fine contratto |          |
| C        | Donatas Motiejūnas       | Pall. Treviso        | fine prestito  |          |
| G        | Michael Kuebler          | AZS Koszalin         | fine contratto |          |
| P        | Quinton Day              | Neuchâtel            | fine contratto |          |
| AP       | Łukasz Seweryn           | Włocławek            | fine contratto |          |
| G        | Przemysław Zamojski      | Gdynia               | fine contratto |          |
| C        | Adam Łapeta              | Zielona Góra         | fine contratto |          |
| AG       | Fëdor Dmitriev           | Sptk. S. Pietroburgo | fine contratto |          |
| G        | Sławomir Sikora          | Pierniki Toruń       | fine contratto |          |

### Dopo l'inizio della stagione
| Acquisti | Acquisti            | Acquisti       | Acquisti         | Acquisti      |
| R.       | Nome                | da             | Data             | Modalità      |
| -------- | ------------------- | -------------- | ---------------- | ------------- |
| G        | Alex Acker          | Free agent     | 16 ottobre 2012  | definitivo    |
| C        | Ryan Richards       | Free agent     | 6 novembre 2012  | definitivo    |
| G        | Przemysław Zamojski | Gdynia         | 20 dicembre 2012 | definitivo    |
| P        | Tomasz Śnieg        | Start Gdynia   | 25 gennaio 2013  | fine prestito |
| PG       | Mateusz Nitsche     | Korsarz Gdańsk | aprile 2013      | definitivo    |
| P        | Jakub Bogusz        | Free agent     | aprile 2013      | definitivo    |

| Cessioni | Cessioni          | Cessioni        | Cessioni         | Cessioni    |
| R.       | Nome              | a               | Data             | Modalità    |
| -------- | ----------------- | --------------- | ---------------- | ----------- |
| AG       | Drew Viney        | Free agent      | 5 ottobre 2012   | rescissione |
| AC       | Julian Khazzouh   | Sagesse Beirut  | 14 ottobre 2012  | rescissione |
| P        | Tomasz Śnieg      | Start Gdynia    | ottobre 2012     | prestito    |
| G        | Frank Robinson    | Budivelnyk Kiev | 28 novembre 2012 | rescissione |
| G        | Alex Acker        | Free agent      | 21 dicembre 2012 | rescissione |
| P        | Jerel Blassingame | Cibona Zagabria | 22 gennaio 2013  | rescissione |
| C        | Ryan Richards     | BC Vienna       | 29 gennaio 2013  | rescissione |
| P        | Łukasz Koszarek   | Zielona Góra    | 16 marzo 2013    | rescissione |
| C        | Adam Hrycaniuk    | Valencia        | 27 marzo 2013    | rescissione |